# Juan Mónaco
Juan Mónaco (Tandil, Argentina, 29 de març de 1984) és un extennista professional argentí. El seu sobrenom és "Pico".
En el seu palmarès consten nou títols individuals que li van permetre arribar al desè lloc del rànquing individual l'any 2012. En la modalitat de dobles masculins va guanyar tres títols i va arribar al 41è lloc del rànquing mundial. La seva millor participació en torneigs de Grand Slam va ser arribar a vuitens de final, en el Roland Garros dels anys 2007 i 2012 i en el US Open dels anys 2007 i 2011. Va formar part de l'equip argentí de la Copa Davis en diverses ocasions i va participar en la consecució del títol de l'edició de 2016.
El seu entrenador va ser Gustavo Marcaccio, ex-tennista argentí. A mitjan temporada 2017 va anunciar la seva retirada després de no recuperar-se totalment d'una lesió al canell dret que el va apartar gairebé tot un any del circuit.

## Palmarès

### Individual: 21 (9−12)
| Llegenda (pre/post 2009)                                 |
| -------------------------------------------------------- |
| Grand Slams (0−0)                                        |
| Tennis Masters Cup / ATP Finals (0−0)                    |
| ATP Masters Series / ATP World Tour Masters 1000 (0−0)   |
| ATP International Series Gold / ATP World Tour 500 (2−1) |
| ATP International Series / ATP World Tour 250 (7−11)     |

| Títols per superfície |
| --------------------- |
| Dura (1−1)            |
| Gespa (0−0)           |
| Terra batuda (8−11)   |

| Resultat  | Núm. | Data                   | Torneig                 | Superfície   | Oponent           | Marcador         |
| --------- | ---- | ---------------------- | ----------------------- | ------------ | ----------------- | ---------------- |
| Finalista | 1.   | 11 d'abril de 2005     | Casablanca, Marroc      | Terra batuda | Mariano Puerta    | 4−6, 1−6         |
| Guanyador | 1.   | 26 de febrer de 2007   | Buenos Aires, Argentina | Terra batuda | Alessio di Mauro  | 6−1, 6−2         |
| Guanyador | 2.   | 26 de maig de 2007     | Pörtschach, Àustria     | Terra batuda | Gaël Monfils      | 7−6(3), 6−0      |
| Guanyador | 3.   | 30 de juliol de 2007   | Kitzbühel, Àustria      | Terra batuda | Potito Starace    | 5−7, 6−3, 6−4    |
| Finalista | 2.   | 3 de febrer de 2008    | Viña del Mar, Xile      | Terra batuda | Fernando González | Renúncia         |
| Finalista | 3.   | 24 de maig de 2008     | Pörtschach              | Terra batuda | Nikolai Davidenko | 2−6, 6−2, 2−6    |
| Finalista | 4.   | 22 de febrer de 2009   | Buenos Aires            | Terra batuda | Tommy Robredo     | 5−7, 6−2, 6−7(5) |
| Finalista | 5.   | 19 de juliol de 2009   | Båstad, Suècia          | Terra batuda | Robin Söderling   | 3−6, 6−7(4)      |
| Finalista | 6.   | 27 de setembre de 2009 | Bucarest, Romania       | Terra batuda | Albert Montañés   | 6−7(2), 6−7(6)   |
| Finalista | 7.   | 7 de febrer de 2010    | Santiago, Xile (2)      | Terra batuda | Thomaz Bellucci   | 2−6, 6−0, 4−6    |
| Finalista | 8.   | 6 de novembre de 2011  | València, Espanya       | Dura (i)     | Marcel Granollers | 2−6, 6−4, 6−7(3) |
| Guanyador | 4.   | 5 de febrer de 2012    | Viña del Mar            | Terra batuda | Carlos Berlocq    | 6−3, 6−7(1), 6−1 |
| Guanyador | 5.   | 15 d'abril de 2012     | Houston, Estats Units   | Terra batuda | John Isner        | 6−2, 3−6, 6−3    |
| Finalista | 9.   | 15 de juliol de 2012   | Stuttgart, Alemanya     | Terra batuda | Janko Tipsarević  | 4−6, 7−5, 3−6    |
| Guanyador | 6.   | 22 de juliol de 2012   | Hamburg, Alemanya       | Terra batuda | Tommy Haas        | 7−5, 6−4         |
| Guanyador | 7.   | 30 de setembre de 2012 | Kuala Lumpur, Malàisia  | Dura (i)     | Julien Benneteau  | 7−5, 4−6, 6−3    |
| Guanyador | 8.   | 25 de maig de 2013     | Düsseldorf, Alemanya    | Terra batuda | Jarkko Nieminen   | 6−4, 6−3         |
| Finalista | 10.  | 3 d'agost de 2013      | Kitzbühel               | Terra batuda | Marcel Granollers | 6−0, 6−7(3), 4−6 |
| Finalista | 11.  | 27 de juliol de 2014   | Gstaad, Suïssa          | Terra batuda | Pablo Andújar     | 3−6, 5−7         |
| Finalista | 12.  | 1 de març de 2015      | Buenos Aires (2)        | Terra batuda | Rafael Nadal      | 4−6, 1−6         |
| Guanyador | 9.   | 10 d'abril de 2016     | Houston (2)             | Terra batuda | Jack Sock         | 3−6, 6−3, 7−5    |

### Dobles masculins: 6 (3−3)
| Llegenda (pre/post 2009)                                 |
| -------------------------------------------------------- |
| Grand Slams (0−0)                                        |
| Tennis Masters Cup / ATP Finals (0−0)                    |
| ATP Masters Series / ATP World Tour Masters 1000 (0−0)   |
| ATP International Series Gold / ATP World Tour 500 (0−0) |
| ATP International Series / ATP World Tour 250 (3−3)      |

| Títols per superfície |
| --------------------- |
| Dura (2−0)            |
| Gespa (0−0)           |
| Terra batuda (1−3)    |

| Resultat  | Núm. | Data                 | Torneig                 | Superfície   | Parella          | Oponents                        | Marcador           |
| --------- | ---- | -------------------- | ----------------------- | ------------ | ---------------- | ------------------------------- | ------------------ |
| Guanyador | 1.   | 13 de gener de 2008  | Auckland, Nova Zelanda  | Dura         | Luis Horna       | Xavier Malisse Jürgen Melzer    | 6−4, 3−6, [10−7]   |
| Finalista | 1.   | 3 de febrer de 2008  | Viña del Mar, Xile      | Terra batuda | Máximo González  | José Acasuso Sebastián Prieto   | 6−1, 3−0, retirada |
| Guanyador | 2.   | 20 d'abril de 2008   | València, Espanya       | Terra batuda | Máximo González  | Travis Parrott Filip Polášek    | 7−5, 7−5           |
| Finalista | 2.   | 14 de febrer de 2009 | Costa do Sauípe, Brasil | Terra batuda | Lucas Arnold Ker | Marcel Granollers Tommy Robredo | 4−6, 5−7           |
| Finalista | 3.   | 10 de febrer de 2013 | Viña del Mar (2)        | Terra batuda | Rafael Nadal     | Paolo Lorenzi Potito Starace    | 2−6, 4−6           |
| Guanyador | 3.   | 11 de gener de 2015  | Doha, Qatar             | Dura         | Rafael Nadal     | Julian Knowle Philipp Oswald    | 6−3, 6−4           |

### Equips: 1 (0−1)
| Resultat  | Núm. | Data                    | Torneig                      | Superfície       | Equip                                           | Oponents                                                    | Marcador |
| --------- | ---- | ----------------------- | ---------------------------- | ---------------- | ----------------------------------------------- | ----------------------------------------------------------- | -------- |
| Finalista | 1.   | 2−4 de desembre de 2011 | Copa Davis, Sevilla, Espanya | Terra batuda (i) | J.M. del Potro David Nalbandian Eduardo Schwank | David Ferrer Feliciano López Rafael Nadal Fernando Verdasco | 1−3      |

## Trajectòria

### Individual
| Open d'Austràlia | A     | 1R          | 2R          | 1R          | 3R    | 1R          | 3R          | 2R          | 1R    | 1R          | 1R          | 1R          | A     | A   | 0 / 11   | 6 – 11   |
| Roland Garros | 2R    | 1R          | 3R          | 4R          | 1R    | 2R          | 1R          | 1R          | 4R    | 1R          | 2R          | 2R          | 2R    | A   | 0 / 13   | 13 – 13  |
| Wimbledon | A     | 1R          | A           | 1R          | A     | 1R          | A           | 1R          | 3R    | 3R          | A           | 2R          | 2R    | A   | 0 / 18   | 6 – 8    |
| US Open | 1R    | 1R          | 1R          | 4R          | 1R    | 1R          | 1R          | 4R          | 1R    | 1R          | 1R          | A           | 1R    | A   | 0 / 12   | 6 – 12   |
| Jocs Olímpics | A     | No celebrat | No celebrat | No celebrat | 1R    | No celebrat | No celebrat | No celebrat | 2R    | No celebrat | No celebrat | No celebrat | 2R    | NC  | 0 / 3    | 2 – 3    |
| Total Victòries−Derrotes                                                                                                   | 16−13 | 17−25       | 18−23       | 41−19       | 28−20 | 36−26       | 30−20       | 31−27       | 40−19 | 25−23       | 22−20       | 21−19       | 17−14 | 0−3 | 342– 271 | 342– 271 |
| Rànquing a final d'any | 72    | 88          | 70          | 23          | 47    | 30          | 26          | 26          | 12    | 42          | 62          | 48          | 65    | –   |          |          |
| Llegenda: G: Guanyador; F: Finalista; SF: Semifinalista; QF: Quarts de final; Q: Qualificació; A: Absent; RR: Round Robin; |       |             |             |             |       |             |             |             |       |             |             |             |       |     |          |          |

### Dobles masculins
| Open d'Austràlia | A   | 1R          | 1R          | A           | 1R    | 3R          | A           | 2R          | A   | A           | A           | 1R          | 0 / 6    | 3 – 6    |
| Roland Garros | A   | 1R          | A           | 1R          | A     | A           | A           | A           | A   | A           | QF          | A           | 0 / 3    | 3 – 3    |
| Wimbledon | A   | 1R          | A           | A           | A     | 1R          | A           | A           | A   | A           | A           | A           | 0 / 2    | 0 – 2    |
| US Open | 1R  | A           | A           | 1R          | SF    | 2R          | A           | 1R          | A   | A           | 1R          | A           | 0 / 6    | 5 – 6    |
| Jocs Olímpics | A   | No celebrat | No celebrat | No celebrat | 1R    | No celebrat | No celebrat | No celebrat | A   | No celebrat | No celebrat | No celebrat | 0 / 1    | 0 – 1    |
| Total Victòries−Derrotes                                                                                                   | 3−4 | 5−11        | 2−8         | 4−12        | 18−11 | 10−19       | 10−4        | 7−14        | 5−5 | 9−11        | 6−10        | 5−8         | 84 – 121 | 84 – 121 |
| Rànquing a final d'any | 295 | 159         | 423         | 288         | 43    | 110         | 110         | 179         | 181 | 141         | 153         | 239         |          |          |
| Llegenda: G: Guanyador; F: Finalista; SF: Semifinalista; QF: Quarts de final; Q: Qualificació; A: Absent; RR: Round Robin; |     |             |             |             |       |             |             |             |     |             |             |             |          |          |